# Ivo Lorenzi
Ivo Lorenzi (Cortina d'Ampezzo, 24 agosto 1923 – Cortina d'Ampezzo, 9 novembre 2013) è stato un giocatore di curling e dirigente sportivo italiano atleta del Curling Club Dolomiti.
Nel 1966 diventa presidente del Curling Club Dolomiti, nel 1969 presidente dell'Associazione Curling Cortina, l'organizzazione che riunisce e rappresenta i sei club di Cortina d'Ampezzo. Nello stesso anno diventa campione d'Italia.
Dal 1970 al 1992 Ivo è presidente dell'Associazione Italiana Curling, ruolo che gli consentirà nel 1972 ad affiliare l'Italia alla World Curling Federation. L'anno successivo nasce la prima squadra nazionale italiana di curling.
Sempre nel 1972 Lorenzi diventa membro del consiglio direttivo della World Curling Federation, l'organo supremo del curling. Nel 1973 diventa vicepresidente del Royal Caledonian Curling Club, il primo e più prestigioso curling club del mondo, nonché organo dirigenziale della federazione scozzese del curling. Nel 1976 Ivo diventa membro del consiglio direttivo dell'European Curling Federation.
Ha fatto parte della nazionale italiana di curling ed ha partecipato al campionato europeo di curling nel 1977 a Oslo.
Dal 2006 Lorenzi era presidente onorario del Curling Club Dolomiti.